# Hohe Warte 29 (Wien)

Die vom Architekten Max Fabiani 1896 umgebaute Villa, Hohe Warte 29, musste 1978 einer Wohnhausanlage weichen.

Verkaufsinserat für die Villa Hohe Warte 29 („Neue Freie Presse“, 19. Mai 1895, S. 32)

„Villa Hochwart“ (Ältere Ansicht der Villa Hohe Warte 29)

Die „Arbeiter-Zeitung“ kritisiert 1922, dass reiche Hausbesitzer, wie die Familie Weigel, für ihre Luxus-Villen viel zu geringe öffentliche Abgaben zahlen müssen (Ausschnitt aus „Billiges Wohnen!“, in „Arbeiter-Zeitung“, 24. Oktober 1922, S. 2)

Die Wiener Villa Hohe Warte 29 wurde 1896 vom Architekten Max Fabiani aus- und umgebaut. Obwohl das Gebäude architekturgeschichtlich interessant war sowie zahlreiche kunst- und kulturgeschichtlich interessante Eigentümer und Bewohner hatte, wurde das nicht denkmalgeschützte Bauwerk samt Gartenpark 1978 demoliert, um einer Wohnhausanlage Platz zu machen.

## Geschichte
Der Architekt Max Fabiani hat 1896 das einstöckige Landhaus, das seit 1868 den Eltern der Künstlerin und Frauenrechtlerin Rosa Mayreder (geborene Obermayer) gehört hatte, in eine zweistöckige Villa umgebaut. Fabianis Umbau umfasste 17 Normalzimmer inklusive Salons, eine Turnhalle, Dachterrasse mit Sternwartekuppel, eigene Kegelbahn und einen 5300 Quadratmeter großen Garten mit Schwimmbassin. Das Gebäude ist aber nicht nur architektonisch interessant, da es zudem zahlreiche kunst- und kulturgeschichtlich interessante Bewohner hatte: Rosa Mayreder beschrieb in ihren Jugenderinnerungen „Das Haus in der Landskrongasse“ ihre hier verbrachte Kindheit und Jugend. Ihre Familie verkaufte 1895 die Villa an Marie von Kellner. Sie war die Gattin des Chemikers Karl Kellner. Nach seinem Tod heiratete sie den Erfinder Otto Gergacsevics. 1915 verkaufte sie Villa und Garten an den Fabrikanten Johann Weigel und die Restaurateurstochter Gisela Weigel. Sie waren die Eltern der Kinderbuch-Illustratorin Susi Weigel und Pflegeeltern der späteren Ballett-Tänzerin Vera Zahradnik, die in der Villa ihre Kindheit verbrachten. Die Familie Weigel verkaufte 1923 die Villa dem Industriellen Georg Mauthner, der 1931 aus finanziellen Gründen Selbstmord beging, worauf die Villa zwangsversteigert wurde. Der nächste Eigentümerwechsel erfolgte um 1938/39, als der Maler Georg Jung das Gebäude erwarb. Es blieb bis 1977 im Eigentum seiner Familie, die seit Ende der 1950er-Jahre die Villa an zahlreiche namhafte Bewohner vermietete. Unter ihnen waren der Zukunftsforscher Robert Jungk und sein Sohn Peter Jungk, der Dirigent Herbert von Karajan mit seiner Gattin Eliette Karajan, das Schauspieler-Ehepaar Ida Krottendorf und Klausjürgen Wussow, der Schauspieler-Sänger Peter Alexander sowie zuletzt der Spionage-Krimi-Autor John le Carré.
1977 wurde das nicht denkmalgeschützte Bauwerk samt Gartenpark von der BUWOG gekauft, die das Gebäude wenig später abreißen ließ, um auf dem Areal eine Wohnhausanlage zu errichten. Die „alte Postadresse Hohe Warte 29 existiert nicht mehr, [die] Wohnsiedlung bekam die neue Adresse Reimersgasse 16.“

## Fernseh-Beitrag
- Rupert Reiter-Kluger: „Die Karajan-Villa“. „Es gibt sicherlich kein Haus in Österreich, in dem so viele bekannte und berühmte Menschen gelebt haben, wie auf der Adresse Hohe Warte 29 in Wien.“ ORF2. Studio 2. 23. Februar 2022.